# Burgazada

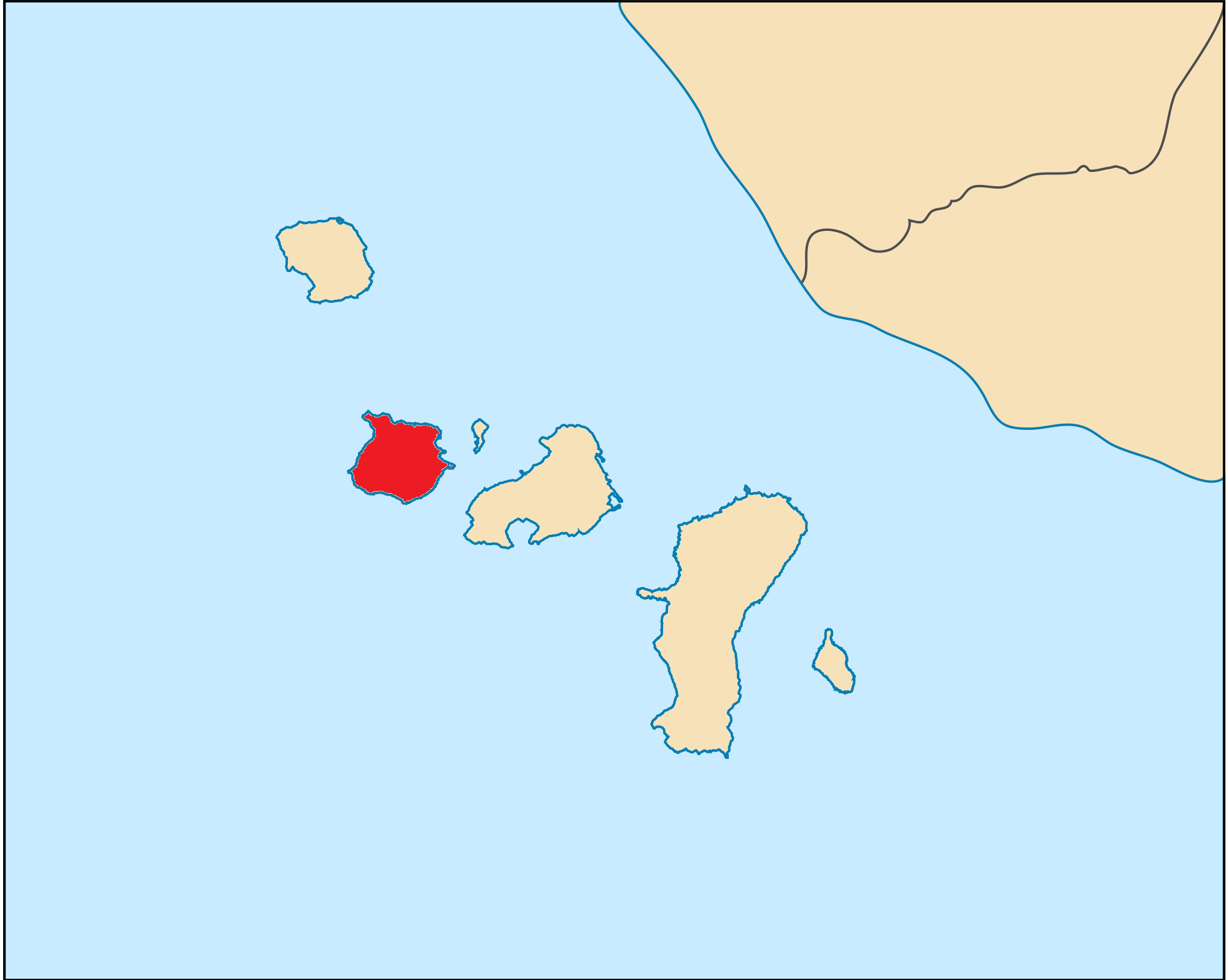
Mapa de Burgazada

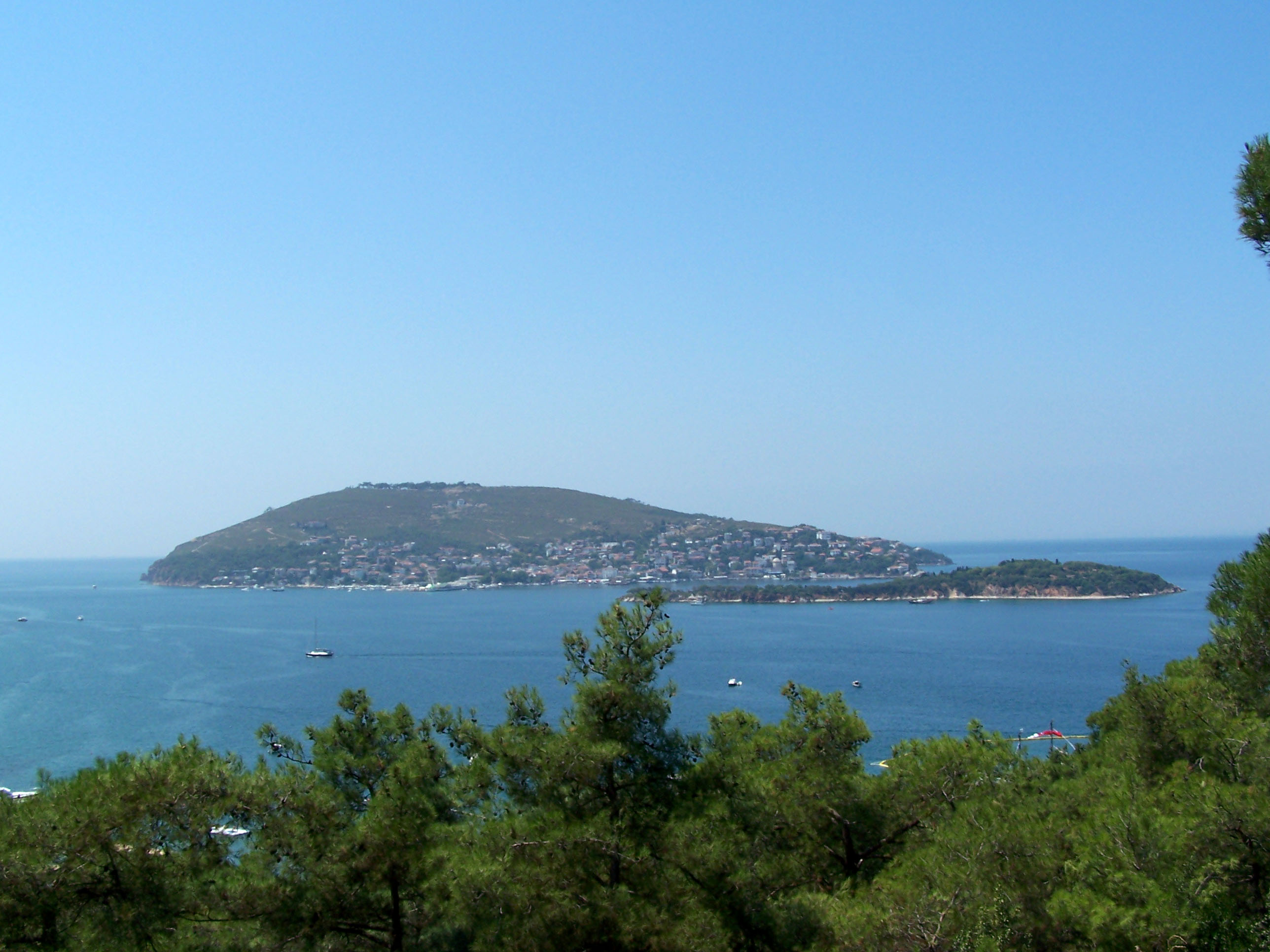
Burgazada vista de Heibeliada

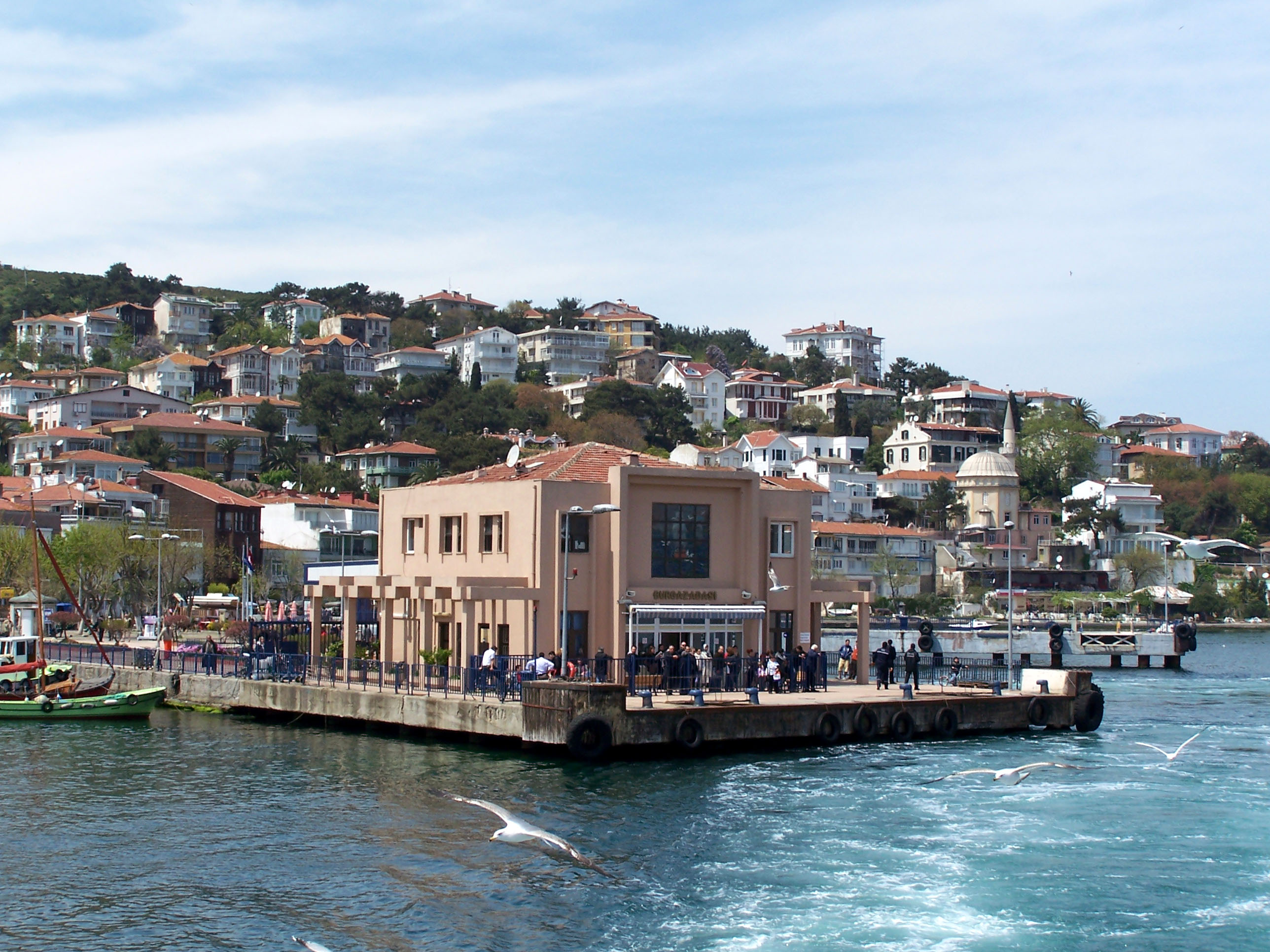
Porto de balsar de Burgazada

Burgazada, também referida como Burgazadası, Burgaz ou Antígona (em grego: Αντιγόνη; romaniz.: Antigóne) é a terceira maior dentre as ilhas que compõem o arquipélago das Ilhas dos Príncipes do mar de Mármara e localiza-se a 9 milhas de Istambul. Oficialmente, Burgazada pertence ao distrito de Adalar.

## Geografia
Burgazada tem um formato circular e sua largura e comprimento são de aproximados 2 quilômetros. Sua população consiste majoritariamente de cidadãos turcos de ascendência grega, porém desde o século XX inúmeros turcos nativos e mercadores judeus imigraram para a ilha; os últimos desde os anos 1950.
Entre 1930 e 2000, a população manteve-se em ca. 2 000 habitantes durante o verão, com quedas durante o inverno; apenas em 1990 registrou-se uma alta de 2 311 habitantes no inverno. Em 2000, a população reduziu-se para 1 578 durante o inverno, porém teve um substancial aumento no verão, alcançando a marca de 15 000 indivíduos.

## História
Tal como outras ilhas do arquipélago, Burgazada foi utilizada pelo Império Bizantino como destilo para exilados políticos. Em 1022, o imperador Basílio II Bulgaróctono (r. 976–1025) tonsurou e enviou o general rebelde Nicéforo Xífias para lá. O viajante e escritor otomano do século XVII Evliya Chelebi (1611–1684) descrevendo-a em seu Seyahatname: havia 10 milhas de terra fértil, inúmeros vinhedos, coelhos e cabras, 300 casas, todas elas com jardins e poços d'água, um pequeno castelo quadrado e algumas igrejas. Originalmente Burgazada fora coberta por uma grande floresta. Em 2003, contudo, um enorme incêndio deflagou e grande parte da cobertura vegetal foi destruída. Recentemente, o município metropolitano de Istambul e outras organizações uniram-se num esforço de replantar árvores.

## Arquitetura
A Igreja de São João, cuja história remonta ao período bizantino, foi construída em 876, durante o reinado do imperador Leão VI, o Sábio (r. 886–912). Ela foi reformada várias vezes ao longo dos séculos até adquirir sua forma atual após a restauração em 1896. A igreja teve vários nomes ao longo da história: Antígona, Castro, Panarmo.
Outros edifícios importantes são o Mosteiro de Cristo, o Hospital de São Jorge, a Mesquita de Burgazada, que fora construída em celebração dos 500 anos da conquista de Constantinopla pelos otomanos, um Sanatório, construído em 1928 e considerado o mais antigo dentre os existentes em Istambul, uma Sinagoga, construída em 1968, um zoológico privado e um museu estabelecido na residência do escritor turco Sait Faik Abasıyanık.